# 佐竹氏 (美濃国)
佐竹氏（さたけし）は、武家だった日本の氏族。清和源氏の源義光の孫昌義が常陸国久慈郡佐竹郷に土着し佐竹氏を称した。美濃国の佐竹氏は佐竹季義が承久の乱によって美濃国武儀郡山口郷に所領を得たことに始まる。室町時代には奉公衆として将軍に仕えた。通字は「義」。家紋は「扇に月」（一般的には日の丸扇と呼ばれている）。

## 出自
関東や奥州の武将が美濃国内の荘園や郷地を得て地頭となった時期は承久の乱があった承久3年（1221年）が多く、市橋荘の石川光治、大桑郷の逸見義重、伊自良郷の小田有知、山田荘の東胤行、円教寺の里見義直等がいる。佐竹氏も秀義の嫡男・義重らが功を成しているため、同時期に美濃国に領地を得たと考えられる。
『尊卑分脈』には佐竹氏4代目の佐竹秀義の注書に「美濃国山田郷地頭職始而拝領」とあるため、以前は秀義が「美濃国山田郷」の「地頭職」を得て一族が美濃国に住むようになったとされてきた。しかし美濃国に「山田郷」は存在せず、「山田荘」であっても東胤行に与えられていることから『尊卑分脈』の記述には誤りがあると考えられる。建武3年（1336年）には「山口郷」と上有智荘、弾正荘の地頭として佐竹義基という人物が確認できることから、佐竹氏が得た領地は山口郷と判断できる。義基は佐竹氏系図で最も古い『古本佐竹系図』（酒出季親所蔵）によると、秀義の5世孫であるとされ、『美乃佐竹系図』（清音寺所蔵）には秀義の三男・季義の注に「住美濃国。文永元年十一月卒。年六十三」とある。その季義の二男・定義からは貞頼（定頼）、度義、義基と続き、義基の注に「美濃国山口郷。東西上有智荘。弾正荘也」とある。『佐竹家譜』では季義の注に「鎌倉に往て幕府に仕え、其勤労に因て別に采邑数郡を濃外に賜う」と書かれている。ただし、季義は寛元2年（1244年）までは鎌倉におり、美濃国に居住したとする資料はない。季義の子・公義は美濃国の上有智荘を有し上有智を称した。

## 概要
元弘3年（1333年）には足利高氏が六波羅探題を攻略しているが、佐竹光基（系図には見えないが佐竹義基の兄弟と考えられる）はこれに参戦せず、5月25日に領地の安堵がなされている。
建武3年（1335年）には足利尊氏と後醍醐天皇が対立しており、美濃佐竹氏も季義の二男・定義の子孫である義基が尊氏に味方し、定義の長男・義資の子孫である嫡流の義孝（教）は後醍醐天皇側に付き、義基側が勝利している。『古簡雑纂」（忠宝編）収録の「足利尊氏御判御教書写」は「美乃国居住一族中一人令供奉之条殊以神妙、於恩賞者追而可有沙汰之状如件」とあり、美濃佐竹氏の中で義基だけが尊氏に味方し、尊氏の九州下向にも従っている。そのため尊氏はその恩賞として季義以来美濃佐竹氏が所領としてきた山口郷に加え、上有智氏所領の上有智荘と元皇室領だった弾正荘を与えた。1郷2荘を得た義基は尊氏磨下の在京人となり、義基の子・義尚は室町幕府3代将軍・足利義満に弓を教える指南役に抜擢された。しかし、義満は後に「不忠」を理由に山口郷などを没収した。山口郷の東方はその後取り戻したものの、西方は取り戻すことはできなかった。義尚の子孫は室町幕府の奉公衆に選ばれている。また、南禅寺の住持を務めた景南英文を輩出している。
戦国時代に入ると、和泉国鶴原荘の領主であった佐竹基親が細川氏の下で活動した。基親は澄常の弟で、澄常は31歳で早世したため弟の基親（当時は松千代）が永正年間後期に家督を継いだ。松千世は細川元常から一字を拝領し彦三郎常秋を名乗り、和泉上守護代・松浦守とともに元常に仕えていた。しかし、大永7年（1527年）7月頃には細川高国とともに近江国に退去していた足利義晴方の幕府に自領の安堵を求めており、翌年幕府は高国方の和泉下守護である細川勝基に対して押妨を止めるよう通達している。松浦守が晴元方から高国方に帰順したためそれに従ったのである。守は同年のうちに再び元常に帰順したが、常秋は高国方に残り、細川勝基の偏諱をうけて新介基親に改めている。